# چون اون-سوک
چون اون-سوک (انگلیسی: Chun Eun-sook؛ زادهٔ ۶ آوریل ۱۹۶۹) بازیکن بسکتبال اهل کره جنوبی بود. وی در بازی‌های المپیک تابستانی ۱۹۹۶ شرکت کرده‌است.